# Adreze n'taguela
L’adreze n'taguela est une sauce typiquement algérienne, originaire de l'oasis de Mertoutek.

## Étymologie
Adreze n'taguela signifie en tamasheq « sauce de taguella ».

## Description
Cette sauce est préparée à base de tomate et de légumes, tels les carottes, les courgettes, les oignons et l'ail. L'élément indispensable pour sa préparation est le ras el hanout contenant un mélange d'épices traditionnel de la région : poivre, coriandre, girofle, gingembre, cardamome, muscade, cannelle et piment.

## Consommation
Bien que cette sauce est spécifique à la consommation de taguella émiettée, elle peut aussi servir à la consommation de viande de bœuf, de mouton, de chameau ou de chèvre.